# Джон Моффет (плавець)
Джон Моффет (англ. John Moffet, 27 липня 1964) — американський плавець.
Учасник Олімпійських Ігор 1984 року.
Призер Чемпіонату світу з водних видів спорту 1982 року.
Переможець Пантихоокеанського чемпіонату з плавання 1985 року.
Призер Панамериканських ігор 1983 року.
Переможець літньої Універсіади 1985 року.